# Yoshirō Mori
Yoshirō Mori (森 喜朗 Mori Yoshirō?) (14 de julio de 1937) es un político japonés. Ocupó el puesto de primer ministro de Japón entre el 5 de abril de 2000 y el 26 de abril de 2001.
Nació en la prefectura de Ishikawa (Japón), de una familia de adinerados agricultores de arroz con una tradición política. Su padre, Shigeki Mori, y su abuelo se encargaron en su día de la alcaldía de Neagari, en la prefectura de Ishikawa. Su madre, Kaoru, murió cuando él tenía siete años.
Estudió en la universidad de Waseda en Tokio, y participó en el club de rugby. Posteriormente se unió al Sankei Shinbun, un periódico muy conservador en Japón. En 1962 dejó el periódico y trabajó como secretario de un miembro de la Dieta, y en 1969, con 32 años, fue elegido en la cámara baja.
Fue Ministro de Educación en 1983 y 1984, Ministro de Comercio Internacional e Industria en 1992 y 1993, y Ministro de Construcción en 1995 y 1996.
Su predecesor fue Keizō Obuchi, pero debido a un derrame cerebral el 2 de abril de 2000, Obuchi fue incapaz de proseguir su labor. Por ello, el secretario general del Partido Liberal Democrático (PDL) Yoshirō Mori pasó a ser el primer ministro. Su posición al frente del Gobierno estuvo marcada por una larga lista de errores, decisiones impopulares, errores de relaciones públicas y fallos verbales. Uno de sus mayores errores en las relaciones públicas fue el de seguir jugando al golf después de recibir la noticia de que el submarino estadounidense USS Greeneville había colisionado accidentalmente con el barco pesquero Ehime Maru, hundiéndolo y causando nueve muertes entre estudiantes y profesores. Nunca fue realmente popular, y al final de su mandato su popularidad había caído por debajo del 10%. Fue descrito frecuentemente como una persona que tenía "el corazón de una pulga y el cerebro de un tiburón". El 26 de abril de 2001, Jun'ichirō Koizumi le sucedió. 
Yoshirō Mori está casado con Chieko (de apellido de soltera Maki), también estudiante y compañera de la universidad de Waseda; con la que tiene un hijo, Yuki Mori (Mori Yūki), y una hija, Yoko Fujimoto (Fujimoto Yōko).
Fue presidente del Comité Organizador de los Juegos Olímpicos de Tokio 2020 hasta el 13 de febrero de 2021, cuando debió renunciar a raíz de las polémicas que suscitaron sus declaraciones contra la ampliación de participación de las mujeres en el Comité Olímpico de Japón, acerca de lo que opinó «las mujeres nunca se callan y las juntas no terminarían».